# Entropia Universe
Entropia Universe (dříve Project Entropia) je sci-fi MMORPG od švédské společnosti MindArk. Běží na CryEngine 2 a byla vydána v roce 2003.
Entropia používá tzv. real cash economy, neboli herní peníze mají svoji přesnou hodnotu v reálné měně. Virtuální peníze PED (Project Entropia Dollars) lze kdykoli převést v poměru 10:1 na americké dolary (USD) a zpět.

## Rekordní transakce
V letech 2004 a 2008 byla hra zapsána do Guinnessovy knihy rekordů pro nejdražší virtuální prodaný objekt.[zdroj?] V roce 2009 se do ní dostala znovu díky prodeji virtuální vesmírné stanice za ekvivalent 330 tisíc USD. To bylo v listopadu 2010 překonáno Jonem Jacobsem, který v Entropii prodal virtuální středisko na planetě Calypso několika dalším hráčům dohromady za 635 tisíc USD,[zdroj?] přičemž největší podíl byl prodán za 335 tisíc USD.
Současný rekord je z dubna 2012, kdy nejmenovaný investor nakoupil pozemky na Calypsu v celkové hodnotě 2,5 milionu USD.